# NTTDXパートナー
株式会社NTTDXパートナー（エヌティティ ディーエックスパートナー）は、NTT東日本グループのDX特化型子会社で、2022年1月31日に設立された。地域の企業、自治体、教育機関などを対象に、デジタルトランスフォーメーション（DX）を一気通貫で支援する日本の企業。NTT東日本の完全子会社。

## 沿革
- 2022年（令和4年）
  - 1月31日 NTT東日本の100%出資により株式会社NTT DXパートナーを設立。
  - 6月1日 スリープテックを活用した企業向け健康経営支援サービスの提供を開始。
  - 7月25日 山梨県内企業・団体と「やまなしDXエンジン」を開設し、地域DX推進コミュニティを発足。
  - 7月26日 株式会社ストライクと連携し、地域企業の事業承継支援を開始。
  - 8月31日 睡眠共創コミュニティ「ZAKONE」がグランドオープン。睡眠計測APIや企業向け健康経営サービスを展開。
  - 10月20日 長野県松本市のデジタル実装促進事業に参画。
  - 10月31日 スポーツ選手向けスリープテック実証「Project: Sports X」を開始。
  - 11月9日 千葉県と共創型ワークショップを実施し、地域交通施策等を支援。
  - 11月24日 自治体とのDX推進に関する連携協定を複数締結。

- 2023年（令和5年）
  - 1月17日 「ZZZN - LISTEN AND SLEEP -」宿泊型睡眠イベントを箱根で発表。
  - 1月31日 森ビルと連携し「HILLS SLEEP WEEK」プログラムを提供。
  - 7月18日 奈良県内企業のD2C支援としてEC立ち上げ支援を実施。
  - 7月28日 高校生向け探究学習プログラムを地方自治体と共創。
  - 8月23日 個人向け睡眠改善実践コミュニティ「ZAKONE LAB」を開始。
  - 9月12日 睡眠製品の効果検証サービスをTENTIAL社と実証。
  - 12月11日 「架空商品モール」のプレ提供を発表。生活者×技術による新商品企画支援を開始。
  - 12月22日 ドリームベッドとマットレス診断システムを共同開発。

- 2024年（令和6年）
  - 3月21日 生成AI導入支援サービスを発表。中小企業・自治体向けに4月より提供開始。
  - 7月3日 大妻女子大学と連携協定を締結。DX人材育成と教育研究支援を推進。
  - 8月1日 「架空商品モール」プレオープン。生活者とAIが架空商品を共創するプロジェクトを開始。
  - 8月22日 地域企業・自治体向けの健康経営支援サービスを本格展開。
  - 10月29日 森永製菓と共に生成AI活用の犬用おやつ新商品ワークショップを開催。
  - 11月1日 ロッテと共同で生活者参加型のお菓子開発ワークショップを開催。
  - 12月16日 架空商品モールを正式リリース。生成AIを活用した新商品開発支援を本格化。
  - 12月19日 長野県企業向けデジタル化一貫支援サイトを開設。

- 2025年（令和7年）
  - 3月14日 日鉄興和不動産と共同で分譲マンション「SwitchEase Living」の販売を開始。
  - 3月17日 地域金融機関向けDX支援プラットフォーム「DXSTAR for Bank」を提供開始。
  - 3月31日 文京学院大学と連携協定を締結。産学連携でDX人材育成を推進。
  - 4月21日 プロMCゆーまろが「架空商品モール」公式アンバサダーに就任。
  - 4月24日 秋田銀行に温室効果ガス排出量可視化プラットフォーム「C-Turtle® FE」を導入。
  - 5月19日 オトバンクがスリープテック共創コミュニティ「ZAKONE」に参画。
  - 5月23日 「シン・オートコール」が地域安全学会の技術賞を受賞。
  - 5月30日 ケアマネジャー業務支援に生成AI活用を開始。
  - 6月30日 千葉興業銀行と地域DX支援のための連携プラットフォーム「ちばCoラボ」構築を発表。
  - 7月17日 冬木工業と連携し、サプライチェーン全体でのSX推進とGHG排出量の可視化支援を開始。

## サービス・商品
- スリープテック
  - 企業共創型仮想コミュニティ ZAKONE
  - 睡眠に関する悩みを解決するAIエージェント nemuso
  - ZZZN
  - 子どもの寝かしつけの課題を解決する音声だけの絵本みみみん
- 新商品プロデュース
  - 架空商品モール
- DXSTAR
  - 金融機関のための企業DX支援プラットフォームDXSTAR for Bank